# Pancorius crassipes
Pancorius crassipes är en spindelart som först beskrevs av Karsch 1881.  Pancorius crassipes ingår i släktet Pancorius och familjen hoppspindlar. Inga underarter finns listade i Catalogue of Life.